# Parafia św. Mikołaja w Brzeziej Łące
Parafia św. Mikołaja w Brzeziej Łące – znajduje się w dekanacie  Oleśnica zachód w archidiecezji wrocławskiej. Erygowana w XIV wieku.
Obsługiwana przez księży archidiecezjalnych. Jej proboszczem jest ks. Tomasz Płukarski.

## Parafialne księgi metrykalne
| Księgi metrykalne | Okres ewidencji    |
| ----------------- | ------------------ |
| chrztów           | 1676 - 1786 1847 - |
| ślubów            | 1757 -             |
| zgonów            | 1799 -             |